# 465.º Batallón Antiaéreo Pesado
El 465.º Batallón Antiaéreo Pesado (465. schwere-Flak-Abteilung (o)) fue una unidad de la Luftwaffe durante la Segunda Guerra Mundial.

## Historia
Fue formado en abril de 1941 a partir del VI Comando Administrativo Aéreo (hasta julio de 1942, conocido como 465.º Batallón de Reserva Antiaérea) con:
- Grupo de Plana Mayor/465.º Batallón Antiaéreo Pesado/Nuevo
- 1.ª Escuadra/465.º Batallón Antiaéreo Pesado/Nuevo
- 2.ª Escuadra/465.º Batallón Antiaéreo Pesado/Nuevo
- 3.ª Escuadra/465.º Batallón Antiaéreo Pesado/Nuevo
- 4.ª Escuadra/465.º Batallón Antiaéreo Pesado/Nuevo
- 5.ª Escuadra/465.º Batallón Antiaéreo Pesado desde 403.ª Compañía de Reserva de Ametralladoras Antiaéreas Ligeras

Reorganizado como Batallón Pesado a mediados de 1942:
- 4.º Bat./465.º Batallón de Reserva Antiaérea fue reformadacomo la 2.º Bat./749.º Batallón Antiaéreo Ligero,
- 5.º Bat./465.º Batallón de Reserva Antiaérea como la 3.º Bat./749.º Batallón Antiaéreo Ligero

La 5.º Bat./465.º Batallón Antiaéreo Pesado fue formada después en 1943 desde la 5.º Bat./353.º Batallón Antiaéreo Pesado; 6.º Bat. y 7.º Bat./465.º Batallón Antiaéreo Pesado fue formada después en 1944 (6.º Bat. desde la 4.º Bat./666.º Batallón Antiaéreo Pesado, 7.º Bat. desde la 5.º Bat./666.º Batallón Antiaéreo Pesado ).

## Servicios
- 1939: del VI Comando Administrativo Aéreo.
- febrero de 1943: en Colonia.
- 1 de noviembre de 1943: en Colonia bajo la 7.ª División Antiaérea (14.º Regimiento Antiaéreo).
- 1 de enero de 1944: en Brühl bajo la 7.ª División Antiaérea (144.º Regimiento Antiaéreo).
- 1 de febrero de 1944: en Brühl bajo la 7.ª División Antiaérea (144.º Regimiento Antiaéreo).
- 1 de marzo de 1944: en Brühl bajo la 7.ª División Antiaérea (144.º Regimiento Antiaéreo).
- 1 de abril de 1944: en Brühl bajo la 7.ª División Antiaérea (144.º Regimiento Antiaéreo).
  - En Colonia bajo la 7.ª División Antiaérea (14.º Regimiento Antiaéreo) (3.ª Escuadra, 5.ª Escuadra/465.º Batallón Pesado Antiaéreo).
- 1 de mayo de 1944: en Brühl bajo la 7.ª División Antiaérea (144.º Regimiento Antiaéreo).
  - En Colonia bajo la 7.ª División Antiaérea (14.º Regimiento Antiaéreo) (3.ª Escuadra, 5.ª Escuadra/465.º Batallón Pesado Antiaéreo).
- 1 de junio de 1944: en Colonia bajo la 7.ª División Antiaérea (14.º Regimiento Antiaéreo).
- 1 de julio de 1944: en Colonia bajo la 7.ª División Antiaérea (14.º Regimiento Antiaéreo).
- 1 de agosto de 1944: en Colonia bajo la 7.ª División Antiaérea (14.º Regimiento Antiaéreo).
- 1 de septiembre de 1944: en Colonia bajo la 7.ª División Antiaérea (14.º Regimiento Antiaéreo).
- 1 de octubre de 1944: en Colonia bajo la 7.ª División Antiaérea (14.º Regimiento Antiaéreo).
- 1 de noviembre de 1944: en Colonia bajo la 7.ª División Antiaérea (14.º Regimiento Antiaéreo) (Grupo de Estado Mayor, 3.ª Escuadra/465.º Batallón Pesado Antiaéreo).
  - En Brühl bajo la 7.ª División Antiaérea (144.º Regimiento Antiaéreo) (1.ª Escuadra, 2.ª Escuadra, 4.ª Escuadra, 5.ª Escuadra/465.º Batallón Pesado Antiaéreo).
- 1 de diciembre de 1944: en Colonia bajo la 7.ª División Antiaérea (14.º Regimiento Antiaéreo) (Grupo de Estado Mayor, 3.ª Escuadra/465.º Batallón Pesado Antiaéreo).
  - En Brühl bajo la 7.ª División Antiaérea (144.º Regimiento Antiaéreo) (1.ª Escuadra, 2.ª Escuadra, 4.ª Escuadra, 5.ª Escuadra/465.º Batallón Pesado Antiaéreo).